# 忠犬ディディー
『忠犬ディディー』（ちゅうけんディディー）は、古賀亮一による日本の漫画。

## 概要
成人漫画雑誌『コミックメガストア』（コアマガジン社）2000年3月号 - 2002年6月号に掲載され、2002年9月6日に同社の「HYPER HOTMILKコミックス」レーベルから単行本が発売された（全1巻）。犬型ロボット（イヌドロイド）の「ディディー」とその仲間が繰り広げるドタバタを描いたギャグ作品である。
掲載誌は成人漫画雑誌であるが、成人向け要素が少ない点は、作者が後に同誌でも連載を始める『ゲノム』と共通している。また『新ゲノム』1巻にディディーがゲスト登場するオマケ漫画「忠犬ゲノム」が収録されている（同作品は、同人誌『コミックメガストアSP』に寄稿されたもの）。

## 登場人物

### ドロイドたち
ディディー
天才犬・早乙女犬太によって作られたイヌドロイド。犬型と呼ばれてはいるが、人間の女性（高校生相当）とほぼ同じ姿をしている（頭部に犬耳が、尻に尻尾が生えている）。開けっぴろげな性格で、男性的で素っ頓狂な言葉遣いが特徴。また、早乙女の好みで巨乳に作られている。普段は笑顔を絶やさず終始マイペースを貫いているが、主人や創造主の危機に際しては「バーサーカーモード」と呼ばれる状態に移行し、強大な力を発揮する。物語冒頭で芹沢亜美を主人と認識し、早乙女と共に芹沢家に置かれる事になる。なお、名前の由来はDOGの「D」から。
エイム
天才猿・猿田彦拓哉によって作られたサルドロイド（猿型ロボット）。ディディー同様、ほぼ人間の女性（高校生相当）の姿をしている（耳と尻尾も同様）。ディディー打倒の為に作られたが、控えめでおとなしい性格が災いして猿田彦の命令に従う事が出来ず、ディディーの友人となる。猿田彦の好みで、貧乳に作られている他、ショタコン属性がある。なお、名前の由来はMONKEYの「M」から。『新ゲノム』1巻の「冬虫夏草」の回でひとコマだけカメオ出演している。
ビアード
天才雉・異雉子獄長七郎によって作られたトリドロイド（鳥型ロボット）。開発に際しては（異雉子獄のエキセントリックな言動に不安を感じたため）早乙女と猿田彦が協力している。異雉子獄の好みで幼女の姿で作られた（頭部と尻に鳥の羽型のパーツが生えている）。普段は大人しい女の子だが、早乙女らの計略により、異雉子獄がいやらしい事を考えると性格が快活な男の子に切り替わる機能が組み込まれた（この設定は後半出てこない）。男の子モードでは関西弁で話す。作者曰く、名前の由来はBIRDの変な読み方。
オニオン
桃山博士によって創造されたオニドロイド（鬼型ロボット）。桃山博士はドロイド開発が専門外である為、その外見は昔の漫画に登場するロボットのようであり、性能もディディーたちに劣るようである。性格は基本的にドジであり、お人好しな面もある。ディディーに対して好意を抱くようになり、結婚を申し込んだ事もある。股間の収納スペースにきびだんごを入れてあり、ディディーはこれがお気に入り。『新ゲノム』2巻の「オニヒトデ」の回にゲスト出演している。

### 天才動物たち
桃山博士により生み出された、天才的な頭脳を持つ動物たち。人語を解し直立歩行をする。世界征服の尖兵として使役されるのを拒否し、研究所を脱出してそれぞれ散り散りに暮らしていた（桃山博士の人使いが荒かったのも脱走の原因のひとつである）。それぞれ白衣やネクタイ等を身に付けているが、パンツを履かない事を誇りにしている。
早乙女 犬太（さおとめ いぬた）
ディディーを創造した天才犬。白衣とネクタイを身に着けている。自称IQ500。性格は助平でオッサン的。巨乳好き。亜美と出会うまでは、発明品を売って生計を立てていたらしい。猿田彦とは仲が悪いが、ライバルとしてその実力を認めている。
猿田彦 拓哉（さるたひこ たくや）
エイムを創造した天才猿。早乙女同様、白衣とネクタイを身に着けている。早乙女曰く、IQ500。尻の色はホワイト50%、レッド25%、イエロー25%のシャアザク本体色。性格はオッサン的だが、早乙女に比べ、やや好戦的で乱暴な面が目立つ。貧乳好き。バナナが好物だが、第3話で登場するまで包丁を使わずに剥く事が出来なかったらしい。登場時には、自ら開発した「バナナの皮むき機」により克服（？）した。
異雉子獄 長七郎（いきじごく ちょうしちろう）
ビアードを創造した天才雉。進化の為、人間に近い体型をしている。知能も早乙女や猿田彦を凌ぐが、ビアード開発に際しては他の2匹が協力を申し出た事を快諾している。ややエキセントリックな性格。幼女好き。

### 人間たち
芹沢 亜美（せりざわ あみ）
物語冒頭でディディーと出会い、早乙女の口車に乗ってディディーの主人となる少女。16歳。本編唯一の常識的思考の持ち主で、ただ1人のツッコミ役。
亜美の母
天然ボケの性格であるがディディーと早乙女に理解を示し、家に置く事を快諾する。本編中で名前は明かされていない。
亜美の父
妻同様、天然ボケ系の性格。ただし、ディディーに対していやらしい想像をし過ぎてメガネを割った事がある。
桃山 モモコ（ももやま モモコ）
天才動物を生み出し、世界征服を企む、巨乳の女性科学者。表向きはファミリーレストラン「ピーチガーデン」の経営者で、その売り上げを世界征服計画の資金にしている（なお経営者としては非常に有能で真面目）。事ある毎に天才動物たちやドロイドたちを仲間に引き入れようとするが、いつも失敗に終わっている。悪事を働く際（？）には露出度の高いコスチュームに身を包むが、その際に着用する桃のエンブレム付眼帯は、実は伊達である。専門は生物学なので、独自に開発したドロイド・オニオンは、様々な意味でディディー達に劣っている。「かわいい物」が弱点。

## 書籍
- ハイパーホットミルクコミックシリーズ13　コアマガジン社　2002年8月23日初版　ISBN 4-87734-570-1

初期短編「ユレバケ」も収録されている。